# STS-119
Denne side handler om en mission i rumfærge-programmet. For informationer om programmet, se rumfærge-programmet.
STS-119 (Space Transportation System-119) var rumfærgen Discoverys 36. rumfærgeflyvning, som skulle have været opsendt d. 12 februar 2009. Men blev pga. forsinkelser først opsendt d. 15. marts 2009 19.43 lokal tid, dansk tid d. 16. marts 2009 kl. 00.43. Rumfærgen landede d. 28. marts 2009 klokken 15:13 lokal tid, 20.13 dansk tid.
Hovedformålet med missionen var at montere det fjerde og sidste sæt solcellepaneler (S6) på Den Internationale Rumstation samt reparation af solcellepanelers led. Solcellerne er rumstationens energiforsyning og kommer til at yde 110 kilowatt. Ude i rummet er solenergien på 1,5 kW/m² men virkningsgraden for solceller er kun 15-30%. På jordoverfladen modtager man omkring 100 W/m² på en vinterdag og 250 W/m² på en sommerdag. ISS er i mørke i 35 minutter ud af kredsløbets 90 minutter. Om natten kommer strømmen fra NiH-akkumulatorer.
S6 består af to vinger på hver 34 m som inkl. soklen er 73 m lang. Hver vinge er 12 m bred og består af to parallelle solcelleflader der udfoldes efter harmonikaprincippet. Vingerne kan roteres (beta gimbal) i forhold til soklen der selv kan roteres (alpha gimbal) i forhold til tværbommen. Dette anvendes til at lade solcellerne følge solen for maksimal strømproduktion på dagsiden, og til at minimere solcellepanelernes luftmodstand på natsiden (Night Glider Mode). S6 har 32.800 solceller og forventes at producere 31 kW i starten og 26 kW efter 15 år i rummet, grundet stråling.
Tre rumvandringer blev udført til reparation og montering af solcellepanelerne. Derudover medbragte Discovery et anlæg til udskiftning, anlægget skal kunne omdanne urin til drikkevand. Anlægget blev opsendt til ISS med Endeavour (STS-126) i november 2008, men har aldrig virket. Anlægget bliver vitalt når ISS-besætningerne forøges til seks astronauter og rumfærgerne udfases.

## Besætning
- Lee Archambault (kaptajn)
- Dominic Antonelli (pilot)
- /   Joseph Acaba (1. missionsspecialist)
- Steven Swanson (2. missionsspecialist)
- Richard Arnold (3. missionsspecialist)
- John Phillips (4. missionsspecialist)

Opsendes:
- Koichi Wakata (JAXA) (ISS Ekspedition 18)

Hjemflyvning:
- Sandra Magnus (ISS Ekspedition 18)

## Missionen
På grund af problemer med rumfærgens eksterne tank der indeholder brint blev opsendelsen udskudt flere gange . Oprindeligt var missionen planlagt til d. 12 februar, men NASA gav første tilladelse for rumfærgens afgang d. 11. marts 2009 21.20 lokal tid, dansk tid d. 12. marts 2009 kl. 02.20. Men missionen blev igen udsat 6 timer før den planlagte opsendelse. Først ville man gøre et nyt forsøg d. 12. marts 2009 20.54 lokal tid, dansk tid d. 13. marts 2009 kl. 01.54. Men eftersom det ved nærmere eftersyn var en noget større utæthed end set tidligere, valgte man at tømme tanken for brændstof og undersøge problemet nærmere. Årsagen var en utæthed i rumfærgens eksterne tank. NASA valgte at opsende rumfærgen med forsinkelse, afkorte missionen nogle få dage og de oprindelige fire rumvandringer der var planlagt blev reduceret til tre. Havde NASA ikke opsendt rumfærgen inden d. 17 marts havde man været nødt til at vente til april pga. planlægningen af et besætningsskift med et sojuz-fartøj der skal kobles til rumstationen d. 28. marts.

### Opsendelsen
Rumfærgen blev opsendt d. 15. marts 2009 19:43 lokal tid, dansk tid d. 16. marts 2009 kl. 00:43. helt som planlagt, det er nærmest en nødvendighed med et opsendelsesvindue på kun fem minutter.
En flagermus sad på den eksterne tank under opsendelsen , det er usikkert om den slap væk. En flagermusekspert udtalte dog senere at dens ene vinge så brækket ud, og der er derfor stor sandsynlighed for at flagermusen er omkommet. Diverse fora og hjemmesider på internettet hylder dog flagermusen som den første flagermus i rummet, og har givet den navnet: "Space Bat".  

### På vej mod rumstationen
Mens rumfærgen var på vej mod Den International Rumstation var der meldinger om at noget rumaffald måske var på kollisionskurs med rumstationen, NASA overvejede at lave en undvigelsesmanøvre ved at ændre rumstationens kurs, men det blev ikke nødvendigt. Kun få dage tidligere havde en lignende hændelse fundet sted, men der var ikke tid til at flytte rumstationen og rumstationens beboere måtte opholde sig i et redningsfartøj indtil faren var drevet over . Den kondicykel astronauterne benytter på rumfærgen holdt op med at fungere, så astronauterne måtte vente med at dyrke motion til de nåede frem til rumstationen.
Missionens anden dag d. 16. marts, efter astronauterne fik ca. otte timers søvn, blev rumfærgen undersøgt for eventuelle skader efter opsendelsen. Billederne bliver analyseret af eksperter på Jorden. En grundig analyse er som regel først klar på et senere tidspunkt, men tids nok til at vurdere om der skal tages yderligere forholdsregler inden rumfærgen skal lande igen.
Missionens tredje dag d. 17. marts, rumfærgen blev sammenkoblet med rumstationen efter yderligere billeder blev taget af færgens underside. Kort efter sammenkoblingen var der besætningsskift, hvor Koichi Wakata afløste Sandra Magnus som flymaskinist på rumstationen. Det Sandra Magnus-formede sæde i Sojuz TMA-13 blev udskiftet til et Koichi Wakata-formet sæde. De specialformede Sojuz-sæder er nødvendige for at kunne modstå g-kræfterne og skiftet betyder at Koichi Wakatas redningsfartøj nu er Sojuz-fartøjet.

### Udpakning af rumfærgens lastrum
Missionens fjerde dag d. 18. marts, udpakning af rumfærgens lastrum. S6-solpanelet blev ført ud af rumfærgens lastrum ved hjælp af to robotarme. Det skulle stå i position til næste dags opsætning og installation. John Phillips and Sandra Magnus styrede rumstationens robotarm mens Dominic Antonelli og Joseph Acaba styrede rumfærgens robotarm. Solpanelet var herefter klargjort til næste dags rumvandring. NASA har besluttet at yderligere undersøgelser af rumfærgens varmeskjold ikke er nødvendig  .

### Første rumvandring
Missionens femte dag d. 19. marts Steve Swanson og Richard Arnold på rumvandring for opsætning og installation af S6-solpanelet på rumstationens tværbom. Indefra rumstationen ydede Koichi Wakata og John Phillips assistance med robotarmen.
Rumvandringen varede 6 timer og 7 minutter.

### Solpanel foldes ud
Missionens sjette dag d. 20. marts, solcellepanelets to "vinger" blev foldet ud uden problemer.
Mike Fincke og Sandy Magnus udskiftede det vandrensningsanlæg der blev bragt op til rumstationen på en tidligere mission STS-126. Rensningsanlægget har ikke virket efter hensigten og det bliver bragt retur med Discovery. Et live interview på NASA TV blev afholdt med rumstations besætning.

### Anden rumvandring
Missionens syvende dag d. 21. marts Steve Swanson og Joseph Acaba på rumvandring. Diverse vedligeholdelsesopgaver:
- Udskiftning af seks batterier på P6; de yderste bagbords solcellepaneler. på denne mission skulle boltene løsnes. Selve udskiftningen sker på mission STS-127.
- Flytning af holdere til eksterne moduler Unpressurized cargo carrier attachment system (UCCAS) på P3-delen af tværbommen[17].
- Opsætning af en GPS-antenne på Kibō, som forberedelse til modtagelse af HTV-fartøjet.
- Infrarød fotografering af radiatorerne.
- Ændre på konfigurationen af (patch panel) på Zenitbommen (Z1).
- Opsætning af en UCCAS-holder i den modsatte side (S3-delen af tværbommen).

Rumvandringen startede fra den bagbords side (venstre side) af rumstationen ved P6 (port for bagbord). Astronauterne arbejdede sig mod rumstationens styrbords side (højre side) og sluttede ved S3 (starboard for styrbord).
Flytningen af UCCAS-holderen på P3 var problematisk og måtte udsættes til et senere tidspunkt. En låsemekanisme havde sat sig fast, og NASA meddelte efter rumvandringen at man ville forsøge at få beslaget opsat korrekt på den tredje rumvandring. UCCAS'en i styrbords side blev ikke forsøgt flyttet som planlagt, flytningen blev udskudt til UCCAS-problemet i bagbords side var løst
Rumvandringen varede 6 timer og 30 minutter.

### Undvigelsesmanøvre fra rumaffald
Missionens ottede dag d. 22. marts, skulle have været en delvis hviledag. Mike Fincke skulle afprøve vandrensningsanlægget "Urin til vand processoren" – Urine Processor Assembly (UPA). Afprøvningen af vandrensningsanlægget blev stoppet da anlægget arbejdede langsommere end forventet, Fincke fortsætte afprøvningen senere på dagen efter et filter blev udskiftet.
Noget rumaffald var blevet observeret, beregninger viste mulighed for kollision med rumstationen under næste rumvandring. Kontrolcenteret anmodede rumfærgekaptajn Lee Archambault om at foretage en undvigelsesmanøvre fra rumaffaldet ved at flytte rumstationen med rumfærgen. Undvigelsesmanøvren, der varede tre timer, satte rumstationen i et lavere kredsløb hvorefter det blev sat tilbage i normalt kredsløbs. NASA mente at rumaffaldet stammede fra resterne af en kinesisk satellit.
Der blev lavet ændringer i missionens resterende planlægning

### Tredje rumvandring
Missionens niende dag d. 23. marts, Joseph Acaba og Richard Arnold på rumvandring.
De flyttede den ene CETA-trækvogn (Crew Equipment and Translation Aid) fra bagbords side af MT-troljen (Mobile Transporter) til styrbords side, da STS-127 vil få brug for at robotarmen har fri bevægelighed til at færdiggøre Kibō. MT-troljen kører på 85 m skinner på tværbommen og kan flytte rumstationens Canadarm2 frem og tilbage. Den kan også skubbe/trække to CETA-vogne med astronauter og deres værktøj og reservedele.
Astronauterne forsøgte igen at løse problemet med låsemekanismen UCCAS, men problemet forblev uløst og de måtte tøjre modulet forsvarligt indtil videre. Flytningen af begge moduler er udskudt på ubestemt tid.
Rumvandringen varede 6 timer og 27 minutter.

### Præsidenten taler med besætning
Missionens tiende dag d. 24. marts, præsident Barack Obama interviewede besætningen.

### Retur til Jorden
Missionens ellevte dag d. 25. marts
Lugen blev forseglet mellem de to fartøjer og Discovery frakobles rumstationen.
Missionens tolvte dag d. 26. marts
Besætningen tog billeder af Discoverys yderside med rumfærgens robotarm.
Missionens trettende dag d. 27. marts
Besætningens sidste forberedelser til landing.
Missionens fjortenende dag d. 28. marts
Rumfærgen Discovery landede i Florida klokken 3:13 p.m. EDT, 20.13 dansk tid.

## Galleri
- Sidste sæt solcellepaneler (S6) skal monteres på Den Internationale Rumstation.
- Opsendelsen udskudt for at undersøge utætheder i den eksterne tank (den eksterne tank er den store orange beholder).
- Nærbillede af tankens hydrogen pumpe.
- Discovery på affyringsrampen.
- Første rumvandring.
- Steve Swanson på anden rumvandring.
- Missionens sidste rumvandring.
- Billede af rumstationen under STS-116 missionen i 2006. Det lodrette solcellepanel er P4 og er identisk med S6. Det vandrette, 'halve' solcellepanel er P6, der i 2000 blev monteret på zenitbommen. I 2006 foldede Christer Fuglesang den ene halvdel ind, så den ikke kom i karambolage med P4. P6 blev i 2007 flyttet til tværbommen, modsat S6's plads.
- Billede af rumstationen efter STS-119 med de sidste solpaneler sat på.

Hovedartikler: